# Luka Zarandia
Luka Zarandia (in georgiano ლუკა ზარანდია?; Tbilisi, 17 febbraio 1996) è un calciatore georgiano, centrocampista svincolato.

## Palmarès

### Club

#### Competizioni nazionali
- Coppa di Polonia: 1

Arka Gdynia: 2016-2017
- Supercoppa di Polonia: 2

Arka Gdynia: 2017, 2018